# 金裝律師 洛杉磯
《金裝律師 洛杉磯》（英語：Suits LA，又译《诉讼双雄 洛杉矶》、《无证律师 洛杉矶》、《律政双雄 洛杉矶》、《制服搭档 洛杉矶》、《西装革履 洛杉矶》）是由環球內容製作公司所拍攝的美國法律電視影集，是第二部金裝律師衍生作品。由史蒂芬·艾梅爾、萊克斯·斯科特·戴維斯、喬什·麥克德米特和布萊恩·加連保格主演。故事背景設定於洛杉磯一家虛構的法律事務所。影集於2025年2月23日在全國廣播公司首播。

## 概述
來自紐約的前聯邦檢查官特德·布萊克如今改頭換面獲得新生，在洛杉磯代理最有權有勢的客戶。而他的律師所面臨危機，爲了生存，特德不得不去接受自己整個職業生涯都鄙視一個角色。他的周圍有一群傑出的人物，而他們對於特德的對彼此的忠誠都在受到考驗，又情不自禁把工作和私人生活混在一起。這一切發生的同時，多年前的事件逐漸展開，特德開始遠離他所熱愛的一切人和事物。

## 演員與角色

### 主要演員
- 史蒂芬·艾梅爾 飾演 特德·布萊克
- 萊克斯·斯科特·戴維斯（英语：Lex Scott Davis） 飾演 艾麗卡·羅林斯
- 喬什·麥克德米特（英语：Josh McDermitt） 飾演 斯圖爾特·萊恩
- 布萊恩·加連保格 飾演 里克·多德森

### 常設演員
- 瑪姬·格蕾斯 飾演 阿曼達·史蒂文斯
- 艾麗絲·李（英语：Alice Lee (actress)） 飾演 莉亞·鮑爾
- 特洛伊·溫佈什（英语：Troy Winbush） 飾演 凱文
- Rachelle Goulding 飾演 薩曼莎·瑞爾斯巴克

### 嘉賓出演
- 維多利亞·嘉絲蒂 飾演 迪倫·普賴爾

### 特別演出
- 盖布瑞·马赫特 飾演 哈維·史派特
- 里克·霍夫曼 飾演 路易斯·利特

## 每集列表
| 總集數 | 標題               | 英文標題                              | 導演                    | 美國首播日期  | 收視人數 （萬人） |
| ------ | ------------------ | ------------------------------------- | ----------------------- | ------------- | ----------------- |
| 1      | 每周七天，周日兩次 | Seven Days a Week and Twice on Sunday | 維多利亞·馬奧尼         | 2025年2月23日 | 2.61              |
| 2      | 漢拉罕老人         | Old Man Hanrahan                      | Anton L. Cropper        | 2025年3月2日  | 1.47              |
| 3      | 他知道             | He Knew                               | 克里斯托弗·米夏諾       | 2025年3月9日  | 1.54              |
| 4      | 蝙蝠俠歸來         | Batman Returns                        | 銀樹                    | 2025年3月16日 | 1.59              |
| 5      | 你得靠自己         | You're on Your Own                    | Anton Cropper           | 2025年3月23日 | 1.29              |
| 6      | 德斯特             | Dester                                | 邁克爾·史密斯           | 2025年3月30日 | 1.40              |
| 7      | 美好時光           | Good Times                            | Cierra 'Shooter' Glaudé | 2025年4月6日  | 1.75              |
| 8      | 阿卡普爾科         | Acapulco                              | Anton L. Cropper        | 2025年4月13日 | 1.40              |
| 9      | 蝙蝠信號           | Bat Signal                            | 銀樹                    | 2025年4月20日 | 1.31              |
| 10     | 激戰               | Slugfest                              | Erin Feeley             | 2025年4月27日 | 0.97              |
| 11     | 撕碎我的心         | Tearin' Up My Heart                   | Erskine Forde           | 2025年5月4日  | 1.11              |
| 12     | 憤怒的西爾維斯特   | Angry Sylvester                       | 埃米爾·萊維塞蒂         | 2025年5月11日 | 0.98              |
| 13     | 自由               | Freedom                               | 邁克爾·史密斯           | 2025年5月18日 | 1.00              |

## 外部連結
- 互联网电影数据库（IMDb）上《金裝律師 洛杉磯》的资料（英文）